# Witold Zandfos
Witold Zandfos (ur. 1938 w Warszawie) – polski i francuski architekt i malarz.

## Życiorys
Studiował na Akademii Sztuk Pięknych oraz na Wydziale Architektury Politechniki Warszawskiej, po ukończeniu nauki w 1963 wyjechał na stałe do Paryża. Od 1965 do 1971 wspólnie z Janem Karczewskim i Michelem Lefebvre tworzył Grupę MIASTO, która przygotowywała utopijne projekty miast przyszłości. W 1965 otrzymał I nagrodę na Biennale w Paryżu, a w latach 1969 i 1970 Grand Prix d’Architecture et d’Urbanisme w Cannes w latach 1969 i 1970. W latach 1971–1983 pracował jako urbanista przy budowie nowych ośrodków miejskich w regionie paryskim, a następnie otworzył autorską pracownię architektoniczną. Stworzył w niej projekty ponad trzydziestu budynków użyteczności publicznej, zespołów mieszkaniowych, a także kompleksów urbanistycznych we francuskich miastach. W latach 1983–1986 był doradcą Bernarda Tschumi przy budowie parku nauki La Vilette w Paryżu